# Ladislav Stejskal (politik)
Ladislav Stejskal (* 16. listopadu 1930) byl český a československý politik Komunistické strany Československa a poslanec Sněmovny lidu Federálního shromáždění za normalizace.

## Biografie
K roku 1971 a 1976 se profesně uvádí jako elektromechanik.
Dlouhodobě zasedal v nejvyšším zákonodárném sboru. Ve volbách roku 1971 zasedl do Sněmovny lidu (volební obvod č. 126 - Poděbrady, Středočeský kraj). Mandát obhájil ve volbách roku 1976 (obvod Nymburk), volbách roku 1981 (obvod Poděbrady) a volbách roku 1986 (obvod Nymburk). Ve FS setrval do prosince 1989, kdy rezignoval na svůj post v rámci procesu kooptace do Federálního shromáždění po sametové revoluci.